# 戴乐安
戴乐安（英語：Charles Tayor，1819年—1897年）美国监理会入华先驱医疗传教士，在中国上海传教。

## 生平
1819年，戴乐安出生在美国。
1848年戴乐安与秦右（Benjamin Jenkins）两对夫妇受美国监理会差遣，作为该会的先驱教士来华。到达香港时，秦右师母因病滞留，于是戴乐安夫妇先赴上海，在南市王家码头租屋立足。1849年秦右夫妇来上海，于是在郑家木桥购地，1850年建成福音堂，可容纳150人，并附设一所女塾，并编译一些宣教单张和读物。戴乐安又化妆潜入内地城市昆山、苏州考察。
1853年，戴乐安与美南浸信会传教士罗孝全一同从上海出发，乘船前往南京，进入长江后被清军发现，于是返回上海。又前往镇江，面见太平天国殿左五拾点罗大纲。同年因妻病回国。著有《在华五年》（Five Years in China,with some Account of the Great Rebellion ,and a Description of St,Helena）一书。1897年病故，享年78岁。

## 传记
- 蓝华德：《戴乐安——监理会中国差会的奠基者》（Rev. Charles Taylor, M.D., D.D., 1819-1897 : Founder of the China Mission of the Methodist Episcopal Church, South）